# Pilaria sordidipes
Pilaria sordidipes is een tweevleugelige uit de familie steltmuggen (Limoniidae). De soort komt voor in het Afrotropisch gebied.